# KKR法
KKR法（KKRほう）とは、J. Korringa, W. Kohn, N. Rostokerらにより考案された全電子計算法のこと。
彼らの名前の文字からKKR法と呼ばれるが、計算手法の基礎にグリーン関数が用いられることからグリーン関数法とも呼ばれる。
電子の散乱理論を基礎においており、グリーン関数とCPA近似との相性のよさから、この手法によりはじめてCPA近似が第一原理計算に導入され合金の計算などを可能にした。